# Estación de Balsicas-Mar Menor
Balsicas-Mar Menor es una estación ferroviaria situada en la pedanía de Balsicas del municipio español de Torre-Pacheco, en la Región de Murcia. Las instalaciones, ubicadas al oeste del Mar Menor, cuentan con servicios de media y larga distancia operados por Renfe.

## Situación ferroviaria
La estación se encuentra en el punto kilométrico 499,3 de la línea férrea de ancho ibérico que une Chinchilla con Cartagena, a 45,8 metros de altitud. El elevado kilometraje se debe a que es Madrid la que se toma como kilómetro cero de la línea y no Chinchilla. El tramo es de vía única y está sin electrificar. 

## Historia
La estación fue abierta al servicio el 1 de febrero de 1863 con la puesta en funcionamiento del tramo Murcia-Cartagena de la línea que pretendía prolongar la línea Madrid-Alicante hasta Murcia y Cartagena. MZA, propietaria del trazado del cual nacía la derivación en Albacete, se encargó de las obras. En 1941, con la nacionalización de la totalidad de la red ferroviaria española la estación pasó a ser gestionada por RENFE. Desde el 31 de diciembre de 2004 Renfe Operadora explota la línea mientras que Adif es la titular de las instalaciones ferroviarias.

## Servicios ferroviarios

### Larga distancia
En esta estación efectúan parada los Alvia que une Madrid con Murcia y Cartagena.

### Media distancia
Los trenes regionales entre Murcia y Cartagena tienen parada en la estación con una media de seis trenes diarios entre ambas ciudades. También se detienen en la estación los trenes MD que unen Cartagena con Valencia.